# Mabar
Mabar – miasto w Jemenie, w muhafazie Zamar. W 2004 roku liczyło 24 707 mieszkańców.